# Ljubo Miloš
Ljubomir Miloš, noto anche con lo pseudonimo di Ljubo (Šamac, 25 febbraio 1919 – Zagabria, 20 agosto 1948), è stato un funzionario croato dello Stato Indipendente di Croazia (spesso chiamato NDH, dal croato Nezavisna Država Hrvatska), membro degli Ustascia durante la seconda guerra mondiale. È stato il comandante del campo di concentramento di Jasenovac in diverse occasioni ed è stato responsabile di varie atrocità commesse durante la guerra. Fuggì dalla Jugoslavia nel maggio 1945 e si rifugiò in Austria. Nel 1947 tornò in Jugoslavia con l'intenzione di avviare una rivolta anticomunista. Fu arrestato dalle autorità jugoslave e accusato di crimini di guerra. Miloš fu riconosciuto colpevole di tutti i capi d'accusa e impiccato nell'agosto 1948.

## Biografia

### Primi anni di vita
È nato a Bosanski Šamac il 25 febbraio 1919, ha frequentato la scuola elementare a Orašje e Bosanski Brod, ha terminato la scuola secondaria a Subotica. Rimase a Subotica dove lavorò come impiegato comunale.

### Carriera
Il 6 aprile 1941, le forze dell'Asse invasero la Jugoslavia. Mal equipaggiato e mal addestrato, l'esercito reale jugoslavo fu rapidamente sconfitto. Il paese è stato poi smembrato ed Ante Pavelić, nazionalista e fascista croato che era stato in esilio in Italia, è stato nominato Poglavnik (Capo) dello stato croato Ustascia: lo Stato Indipendente di Croazia (Nezavisna Država Hrvatska). NDH ha riunito quasi tutta la Croazia moderna, tutta la moderna Bosnia ed Erzegovina e parte della moderna Serbia in ciò che si potrebbe definire un "quasi-protettorato italo-tedesco". Le autorità di NDH, guidate dalla milizia Ustascia, successivamente attuarono politiche di genocidio contro la popolazione serba, ebraica e rom che viveva all'interno dei confini del nuovo Stato.
Miloš arrivò a Zagabria nel giugno 1941 e incontrò il comandante Ustascia Vjekoslav Luburić, suo cugino di primo grado. Luburić lo nominò suo braccio destro e usò la sua influenza per far ottenere a Miloš una posizione all'interno del servizio di vigilanza Ustascia, che gestiva il campo di concentramento di Jasenovac. A ottobre fu nominato comandante del campo e promosso al grado di tenente. Miloš fu personalmente responsabile della sicurezza del politico croato Vladko Maček durante la sua prigionia, dal 15 ottobre 1941 al 15 marzo 1942. Maček vedendo Miloš, prima di coricarsi, si faceva sempre il segno della croce, gli chiese se "temeva la punizione di Dio" per le atrocità che aveva commesso nel campo. Miloš rispose:"Non dirmi niente. So che brucerò all'inferno per quello che ho fatto. Ma brucerò per la Croazia".
Miloš fu trasferito nel campo di concentramento di Đakovo all'inizio del 1942, ma tornò a Jasenovac e in primavera riprese la posizione di comandante del campo: sembrava competere con gli altri comandanti del campo per vedere chi riuscisse a torturare ed uccidere il maggior numero di detenuti. Miloš vestiva spesso un camice bianco e si fingeva medico di fronte ai detenuti malati. A volte prendeva quelli che chiedevano di essere ricoverati, li metteva in fila contro un muro e tagliava loro la gola con un coltello da macellaio. Sembrava "molto orgoglioso" di questo "macello rituale degli [ebrei]". Il testimone Milan Flumiani ha ricordato:
Miloš ha anche allevato un cane lupo e lo ha addestrato ad assalire i detenuti. Durante l'estate del 1942, si recò in Italia per completare un corso per le forze dell'ordine a Torino, ma tornò in NDH dopo soli dieci giorni. A settembre tornò a Jasenovac e assunse il ruolo di assistente comandante del campo. Le truppe sotto il comando di Miloš fecero irruzione in diversi villaggi nei dintorni di Jasenovac nell'ottobre 1942, saccheggiarono innumerevoli case, arrestarono centinaia di contadini serbi e li deportarono nei campi. Le autorità di NDH hanno appreso dei raid poco dopo e hanno arrestato Miloš. Non fu imprigionato a lungo, poiché Luburić ordinò il suo rilascio il 23 dicembre 1942. Nel gennaio 1943, Miloš si unì alla Guardia Interna croata (Hrvatsko domobranstvo) di stanza a Mostar. Tornò a Zagabria nell'aprile 1943, dove rimase fino alla primavera dell'anno successivo. A settembre è stato nominato comandante della carcere di Lepoglava.

### Cattura e morte
Alla fine della seconda guerra mondiale, Miloš aveva raggiunto il grado di maggiore. Fuggì dalla Jugoslavia all'inizio di maggio 1945, con l'aiuto della chiesa cattolica romana attraversò l'Austria per entrare nell'Italia settentrionale controllata dagli Alleati. Ben presto tornò in Austria e stabilì legami con gli emigrati croati: nel 1947 ha attraversato illegalmente il confine jugoslavo-ungherese con l'intenzione di infiltrarsi in Croazia con i guerriglieri anticomunisti noti come crociati (križari). Miloš fu arrestato dalle autorità jugoslave il 20 luglio 1947, accusato di crimini di guerra e processato l'anno successivo. Durante il suo processo, ha confessato di aver ucciso i detenuti di Jasenovac e ha testimoniato che gli Ustascia avevano elaborato dei piani per lo sterminio dei serbi molto prima del 1941. Miloš fu dichiarato colpevole di tutti i capi d'accusa il 20 agosto 1948 e condannato a morte dalla Corte Suprema della Repubblica Popolare di Croazia. Fu impiccato a Zagabria lo stesso giorno.